# Herbarium Amboinense
Herbarium Amboinense es una obra con ilustraciones y descripciones botánicas, escrita por el militar, naturalista, arquitecto holandés Georg Eberhard Rumphius y editada póstumamente en seis volúmenes con la traducción latina de Johannes Burman en Ámsterdam en 1741-1750. Su título en holandés es Het Amboinsche kruid-boek. Dat is, beschryving van de meest bekende boomen, heesters, kruiden, land-en water-planten, die men in Amboina, en de omleggende eylanden vind; el título latino es Herbarium Amboinense, plurimas conplectens arbores, frutices, herbas, plantas terrestres & aquaticas, quae in Amboina, et adjacentibus reperiuntur insulis.
Het Amboinsche kruidboek o Herbarium Amboinense es un catálogo de la flora de la isla de Amboinia (hoy Indonesia), que comprende 1.200 especies, 930 con nombres definitivo para las especies, y otras 140 identificadas a nivel de género. Proporcionó ilustraciones y descripciones para los tipos de nomenclatura de 350 especies, y este material contribuyó al más tarde desarrollo de la clasificación científica binomial de Linneo. Su texto dio la base para todos los estudios futuros de la flora de las Molucas y su obra es aún de referencia hoy. A pesar de la distancia en comunicaciones con los científicos de Europa, fue miembro de la Sociedad Científica de Viena, y hasta envió una colección de conchas de mar de las Molucas a los Medicis en Toscana. 
Ciego en 1670, Rumphius continúa trabajando en su manuscrito de seis volúmenes con la ayuda de otros. Su esposa e hijo habían muerto en un terremoto hacía poco. En 1687, con casi el proyecto completo, se pierden las ilustraciones en un incendio. Perseverante, Rumphius y sus auxiliares completan el texto en 1690, pero el buque llevando los manuscritos a Holanda es atacado por los franceses y hundido, forzándolos a rehacer todo desde una copia que afortunadamente conservaban. El Herbarium Amboinense finalmente arriba a Holanda en 1696. Pero, la "Compañía" decide que como contenía información muy sensible no la publican. Rumphius fallece en 1702, por lo que jamás vio si obra en imprenta; el embargo se levanta en 1704, pero nadie la quería publicar. Finalmente aparece en 1741, treinta y nueve años después del deceso de Rumphius.